# 新加坡驻美国大使馆
新加坡驻美国大使馆（英語：Singaporean Embassy in Washington, D.C.）是新加坡在美国华盛顿设立的外交代表机构，位于华盛顿国际广场（International Place）3501号。这个大使馆为美国东海岸的新加坡公民提供领事协助，并为美国公民和国民提供长期签证（美国护照持有者通常可以免签证入境新加坡并以旅游或者商务活动为目的停留90天，不过其他旅行可能需要提前申请签证）。大使馆还运营了两座总领事馆，分别位于纽约和旧金山。目前，新加坡驻美国大使为2021年7月上任的阿肖克·米布里（Ashok Mirpuri）。